# 時髦術語
時髦術語（英語：Buzzword，又稱潮流術語、流行行話、噱頭詞）是通常用於管理、技術、行政、或政治等環境中的一種慣用語（idiom），也常常是新詞（neologism）。潮詞的使用廣泛，但其真正意義經常並不明確。使用潮詞的典型意圖是給大眾一種知識淵博的印象。「潮詞」跟「行話」（jargon）的區別在於，前者意圖給人印象或模糊意指，而後者在行業內有明確含義。對新技術的大肆宣傳通常會使技術詞彙變成潮詞。潮詞可能會出現在辭典中，也可能不會；但即使出現，其潮詞用意也可能不同於其通常定義。

## 外部連結
- （英文）Buzzword Definition & Meaning（页面存档备份，存于）